# 幾近垂直投射天波
幾近垂直投射天波或称为近垂直入射天波，（英語： 缩写为NVIS），就是让无线电波以接近垂直的角度射向电离层，再反射回地面，从而实现近距离的短波通信。由于电离层对于电波的作用并非纯粹的反射，而是近似于多次折射，只有频率低于一定值的电波才能经过多次折射返回地面。所以NVIS通信对于电波的频率有着一定的要求。在NVIS的情况下，最高可用频率与本地上方电离F层的最大可用频率有关。至于电波的制式并不关键，业余电台使用的SSB和广播电台使用的AM、乃至任一制式都可以进行NVIS通信。
由于信号传播路径短，受外界干扰较小，通信质量稳定可靠，广泛用于军事和准军事通信、广播、 特别是在热带地区， 以及无线电业余爱好者用以避開视线範圍的障碍。无线电波的行徑以接近垂直向上的方向进入电离层，電波在電離層折射回落并且信號可以在距离发射器区域遠达650公里的地方被接收到。如果频率过高（这是上述的电离层 F层的临界频率）、发生折射失败和如果在太低的位置被电离层D层吸收，都可能会减少信号的强度。

## NVIS的特点[4]
NVIS传播需要以高角度或接近垂直的角度向电离层发射信号。发射频率必须低于临界频率，即垂直入射信号被电离层“反射”的最大频率。通常，它略低于要使用的电离层或区域的临界频率。
临界频率随相关电离层层或区域的电离密度而变化，而电离密度本身取决于从太阳接收到的辐射。因此，它取决于太阳黑子周期、一天中的时间、季节以及其他各种因素。
当使用 NVIS 通信时，近垂直入射讯号会被电离层“反射”，并在发射机两侧数公里的区域返回地球。这样可以获得良好的局部覆盖。
因此，NVIS 通信在崎岖地形中特别有用，因为覆盖区域是从上方照射的，并且地球表面的起伏不会产生无法到达的阴影区域。
NVIS频率与角度
通常，辐射角度应大于75°或80°，以实现良好的本地覆盖。典型覆盖范围的半径可能在35公里到350公里之间。
从几何角度可以证明，使用F2层反射，辐射角度为50°时，可以实现高达约450英里（约727公里）的距离。
NVIS的频率选择需要谨慎。频率选择通常是在减少D层损耗和实现高角度反射之间进行权衡。频率太低，虽然可能从较高的电离层实现良好的反射，但D层损耗将更大。频率太高，可能无法实现F层反射。此外，通过保持尽可能高的辐射角度，信号通过D层的路径更短，从而减少损耗并显着改善本地覆盖信号。
NVIS传播损耗对于高角度辐射较低。NVIS使用的频率通常在2到10 MHz之间，尽管在太阳黑子活动极小期的期间，最大频率可能限制在6到7 MHz。通过使用这些频率，可以克服D层的损耗，并且较高的电离层仍然能够反射高角度信号，而不会使它们直接穿过电离层。

### NVIS天线
为了能够利用NVIS传播，必须以高角度（即接近垂直）辐射大部分功率。这就要求天线专门为此应用而设计。在许多情况下，高频无线电天线被设计为提供更低的辐射角度。
通常，专门设计用于实现NVIS传播所需的高辐射角度的无线电天线。通常这是通过使用水平极化天线来实现的。
此外，天线应安装在可以最大化高辐射角度的高度。通常使用0.1λ到0.25λ之间的安装高度，因为这些高度的偶极子将大部分能量向上辐射。

## 外部連結
- Analysis of height vs gain （页面存档备份，存于）
- QSL.net NVIS Article （页面存档备份，存于）
- Make A Quick, Easy, Cheap, NVIS Antenna for Roadside Operating （页面存档备份，存于）
- Field-deployed NVIS
- An example of mobile NVIS
- NVIS tutorial （页面存档备份，存于）